# L'Étoile de Pandore : Judas démasqué
L'Étoile de Pandore 3 : Judas déchaîné et L'Étoile de Pandore 4 : Judas démasqué sont les troisième et quatrième tomes de La Saga du Commonwealth de Peter F. Hamilton, publiés en France le 26 avril 2007 et le 27 septembre 2007. Ils constituent la traduction française du roman original Judas Unchained publié au Royaume-Uni le 7 octobre 2005.

## Résumé du tome 3
Ce tome raconte la prise de conscience du Commonwealth de l'existence de l'Arpenteur. On voit MatinLumièreMontagne envahir une partie du Commonwealth et les efforts de résistance de la fédération.
On continue à arpenter les chemins Silfen avec Ozzie pour découvrir le secret derrière la Forteresse Noire.

## Résumé du tome 4
Fin de la saga, les humains parviennent à développer des armes terrifiantes pour contrecarrer les efforts de MatinLumièreMontagne.
Sur Far Away, le combat final entre les tribus de Bradley Johansson et les armées de l'Arpenteur a lieu avec une aide inattendue de Paula Myo et Wilson Kime.
Ozzie revient de son périple sur les chemins Silfen et intervient pour rétablir le fonctionnement de la Forteresse Noire.